# کئیتا
کئیتا یک شهر بندری در کناره خاوری جزیره بوگنویل نزدیک شهرستان آراوا در کشور پاپوآ گینه نو است. پس از خیزش مردمی بوگنویل در سال ۱۹۹۰ که خرابی‌های بسیاری به جا گذاشت افراد اندکی در کئیتا باقی ماندند که بیشتر آن‌ها برای اداره امور درگاه‌های رفت و آمد دریایی و هوایی در آن زندگی می‌کنند.

## تاریخچه
در ۱۷ مه ۱۸۸۵ برای تأمین منافع امپراتوری آلمان در آبخوست‌های بوگنویل و بوکا، بین امپراتوری آلمان و امپراتوری بریتانیا توافقی امضا شد. در ۲۰ سپتامبر ۱۹۰۵ ایستگاهی با دفتر پست و گمرک در کئیتا ساخته شد. از ۱۹۰۲ تاکنون یک دفتر تبلیغ مسیحیت کلیسای کاتولیک در کئیتا بر قرار است.
در هنگام جنگ جهانی دوم، کئیتا به دست نیروهای امپراتوری ژاپن اشغال شد.
در هنگام خیزش مردمی بوگنویل در سال ۱۹۹۰ بیشتر شهر کئیتا نابود شد. باند پروازگاه این شهر با ۱٬۶۰۰ متر (۵٬۲۰۰ فوت) درازا که توسط نیروهای ژاپنی ساخته شده بود تا سال ۱۹۹۰ در اختیار شرکت هواپیمایی ایر نیوگینی بود. از ۱۹۹۰ تا کنون، تنها هواگرد موجود در این پروازگاه، هواپیماهای نیروی هوایی سلطنتی استرالیا و نیروی هوایی سلطنتی نیوزیلند (لاکهید سی-۱۳۰ هرکولس) برای ماموریت گروه ناظران صلح هستند.

## زبان
چندین زبان پاپوائی مانند زبان ناسیوئی در منطقه کئیتا صحبت می‌شوند.

## آب و هوا
میانگین بیشترین دمای کئیتا ۳۲ درجه سلسیوس (۹۰ درجه فارنهایت) بوده و میانگین کمترین دمای آن ۲۳ درجه سلسیوس (۷۳ درجه فارنهایت) است. میانگین بارش سالانه کئیتا نیز ۳٬۰۳۷ میلیمتر (۱۱۹٫۶ اینچ) است.